# Julio Granda Zuñiga
Julio Ernesto Granda Zuñiga (ur. 25 lutego 1967 w Camanie) – peruwiański szachista, arcymistrz od 1986 roku.

## Kariera szachowa
Od połowy lat 80. jest najlepszym peruwiańskim szachistą, w roku 1986 (po zwycięstwie w Hawanie) otrzymując jako drugi Peruwiańczyk (po Orestesie Rodríguezie Vargasie) tytuł arcymistrza. W roku 1987 podzielił IV-VI miejsce na turnieju międzystrefowym w Zagrzebiu i był bardzo blisko awansu do grona pretendentów do tytułu mistrza świata. W turniejach międzystrefowych wystąpił jeszcze dwukrotnie: w Groningen (turniej PCA) - XIV miejsce, natomiast w Biel/Bienne (turniej FIDE) - XXXIII miejsce (oba turnieje rozegrano systemem szwajcarskim w roku 1993). W latach 90. odniósł wiele turniejowych sukcesów, zwyciężając bądź dzieląc I miejsca m.in. w León (1990), Barcelonie (1990), Sewilli (1990), Buenos Aires (1991), Nowym Jorku (1992), Brasílii (1993), Mar del Placie (1993), Pampelunie (1995, 1996), São Paulo (1995), Amsterdamie (1995, 1996) i ponownie w Lyonie (1997). W roku 1997 wziął udział w rozegranych w Groningen mistrzostwach świata systemem pucharowym, w których w I rundzie pokonał Bojana Kurajicę, ale w II został wyeliminowany przez Aleksieja Szyrowa. Sukcesy te pozwoliły mu w roku 1998 awansować (z wynikiem 2630 punktów) na 39. miejsce na światowej liście rankingowej FIDE.
W latach 1999–2002 nie uczestniczył w rozgrywkach szachowych, a następnie powrócił do aktywnej gry turniejowej odnosząc kolejne zwycięstwa, m.in. w 2003 w memoriale Jose Raula Capablanki w Hawanie (przed Lázaro Bruzónem), w 2004 w Santiago (przed Rafaelem Leitão), w 2005 w Guayaquil (przed Walterem Arencibią), Santa Cruz i Buenos Aires (przed Rubenem Felgaerem), natomiast w 2006 w Sorcie (przed Mihai Subą) i Santiago (wspólnie z Emilio Córdovą). W 2005 r. zdobył w Buenos Aires srebrny, natomiast w 2007 r. w Cali – złoty medal mistrzostw Ameryki. W 2007 r. podzielił I m. w turniejach open w Pampelunie (wspólnie z Ivanem Salgado Lopezem i Pablo San Segundo Carrillo) oraz w Navalmoral de la Mata (wspólnie z Hichamem Hamdouchim i Salvadorem Gabrielem Del Río Angelisem). W 2008 r. zdobył tytuł mistrza państw iberoamerykańskich oraz zwyciężył w Benasque i w Almerii (wspólnie z Elizbarem Ubiławą), natomiast w 2009 r. – w La Lagunie, Conegliano oraz Pampelunie (wspólnie z Georgiem Meierem, Kiriłem Georgiewem i Viktorem Laznicką). W 2012 r. zdobył w Mar del Placie srebrny medal mistrzostw Ameryki, natomiast w 2013 r. w Cochabambie – drugi w karierze tytuł mistrza kontynentu. W 2014 r. zwyciężył w turnieju Andorra Open w La Massanie oraz w Valladolid, jak również zdobył (w mieście Pipa) trzeci tytuł indywidualnego mistrza Ameryki. W 2015 r. podzielił I m. (wspólnie z Angelem Arribasem Lópezem) w La Rodzie.
Jest pięciokrotnym mistrzem Peru, złote medale zdobył w latach 1994, 1995, 1996, 1997 i 2002. Wielokrotnie reprezentował Peru w turniejach drużynowych, m.in.: jedenastokrotnie na olimpiadach szachowych (w latach 1986, 1988, 1990, 1992, 1994, 1996, 2002, 2004, 2006, 2010, 2014) oraz dwukrotnie na drużynowych mistrzostwach panamerykańskich (w latach 1985, 1987).
Najwyższy ranking w dotychczasowej karierze osiągnął 1 czerwca 2016 r., z wynikiem 2699 punktów zajmował wówczas 42. miejsce na światowej liście FIDE, jednocześnie zajmując 1. miejsce wśród peruwiańskich szachistów.